# Pecluma divaricata
Pecluma divaricata är en stensöteväxtart som först beskrevs av Eugène Pierre Nicolas Fournier och som fick sitt nu gällande namn av John T. Mickel och Joseph M. Beitel.
Pecluma divaricata ingår i släktet Pecluma och familjen Polypodiaceae. Inga underarter finns listade i Catalogue of Life.